# Abel A. Luna Mujica
Abel Antonio Luna Mujica fue un periodista, dramaturgo y político peruano. 
Durante la Guerra con Chile, fue director del diario cusqueño «La Palabra» que era favorable a la resistencia. Fue autor de la obra Yawarwacaq representada luego de la Guerra del Pacífico.
Fue elegido diputado por la provincia de Quipicanchi en 1895, luego de la Guerra civil de 1894 durante los gobiernos de Manuel Candamo, Nicolás de Piérola y Eduardo López de Romaña en el inicio de la República Aristocrática.